# Двадесет осма изложба УЛУС-а (1959)
Двадесет осма изложба УЛУС-а (1959) је трајала од 20. октобра до 10. новембар 1959. године. Одржана је у галеријском простору Удружења ликовних уметника Србије односно у Уметничком павиљону "Цвијета Зузорић", у Београду.

## Каталог
Каталог и плакат изложбе је урадио Едуард Степанчић.

## Оцењивачки одбор
Радове за изложбу је одабрао Уметнички савет Удружења ликовних уметника Србије, који су чинили:

### Сликарска секција
1. Недељко Гвозденовић
2. Јефто Перић
3. Ђорђе Бошан
4. Зоран Петровић

### Вајарска секција
1. Ристо Стијовић
2. Никола Јанковић
3. Војин Стојић

## Излагачи

### Сликарство
1. Мирољуб Алексић
2. Крста Андрејевић
3. Петар Аранђеловић
4. Јожеф Ач
5. Милош Бабић
6. Боса Беложански
7. Никола Бешевић
8. Олга Богдановић-Милуновић
9. Славољуб Богојевић
10. Милан Божовић
11. Ђорђе Бошан
12. Војтех Братуша
13. Тивадар Вањек
14. Лазар Вујаклија
15. Слободан Гавриловић
16. Бодо Гарић
17. Милош Голубовић
18. Бора Грујић
19. Мирко Даљев
20. Ксенија Дивјак
21. Мило Димитријевић
22. Милица Динић
23. Дана Докић
24. Амалија Ђаконовић
25. Заре Ђорђевић
26. Маша Живкова
27. Ксенија Илијевић
28. Иван Јакобчић
29. Мирјана Јанковић
30. Александар Јеремић
31. Гордана Јовановић
32. Оливера Кангрга
33. Богомил Карлаварис
34. Милан Кечић
35. Јарослав Кратина
36. Лиза Крижанић-Марић
37. Мајда Курник
38. Гордана Лазић
39. Светолик Лукић
40. Мома Марковић
41. Душан Миловановић
42. Милан Миљковић
43. Бранко Миљуш
44. Момчило Мирчић
45. Душан Мишковић
46. Светислав Младеновић
47. Марклен Мосијенко
48. Живорад Михаиловић
49. Олга Николић
50. Слободан Пејовић
51. Јефто Перић
52. Павле Петрик
53. Михаило С. Петров
54. Јелисавета Ч. Петровић
55. Милорад Пешић
56. Гордана Поповић
57. Милан Поповић
58. Мирко Почуча
59. Божидар Продановић
60. Бата Протић
61. Радмила Радојевић
62. Бошко Рисимовић Рисим
63. Светозар Самуровић
64. Федор Соретић
65. Бранко Станковић
66. Боривоје Стевановић
67. Едуард Степанчић
68. Мирослав Стефановић
69. Живко Стојсављевић
70. Стојан Трумић
71. Милорад Ћирић
72. Иван Цветко
73. Милан Цмелић
74. Милан Четић
75. Вера Чохаџић
76. Мила Џокић
77. Томислав Шебековић
78. Милена Шотра

### Вајарство
1. Градимир Алексић
2. Борис Анастасијевић
3. Милан Бесарабић
4. Милан Верговић
5. Војислав Вујисић
6. Ангелина Гаталица
7. Нандор Глид
8. Олга Јеврић
9. Милован Крстић
10. Мира Летица
11. Ото Лого
12. Милан Лукић
13. Мира Марковић Сандић
14. Франо Менегело-Динчић
15. Момчило Миловановић
16. Живорад Михаиловић
17. Јерко Павишић
18. Славка Петровић-Средовић
19. Павле Радовановић
20. Љубица Тапавички-Берберски
21. Синиша Тодоровић